# Нуньес дель Прадо, Марина
Марина Ну́ньес дель Прадо (исп. Marina Núñez del Prado; 17 октября 1910 — 9 сентября 1995) — боливийская деятельница искусств, одна из ведущих скульпторов страны и самых уважаемых скульпторов всей Латинской Америки.
Представительница индеанизма, Нуньес дель Прадо многим была обязана культурам коренных народов Боливии. Она черпала вдохновение в народном искусстве, животных и пейзажах Боливии. Многие свои скульптуры основывала на женских формах, поэтому её работы очень чувственны, с плавными изгибами. 
Она вырезала скульптуры из боливийского дерева, а также из черного гранита, алебастра, базальта и белого оникса. Из последнего изготовлены одни из самых известных её работ — «Белая Венера» (1960), изображающая стилизованное женское тело, и «Мать и дитя».

## Биография
Дель Прадо впервые обнаружила свою любовь к искусству в юности, изучая методы скульптурного моделирования в Ла-Пасе, её страсть к скульптуре была вдохновлена работами Микеланджело. Позже она продолжила изучать изобразительное искусство в Академии изящных искусств в Ла-Пасе, которую окончила в 1930 году. Вскоре после окончания учебы в Ла-Пасе прошла первая из её выставок. Она осталась в своей альма-матер в качестве преподавателя художественной анатомии и скульптуры. Как профессор этой школы изящных искусств (с 1931) она стала первой женщиной, занявшей должность председателя Академии.
В 1938 году Дель Прадо оставила работу в университете и родной город Ла-Пас, чтобы увидеть мир, путешествуя по Перу, Аргентине, Уругваю, а также за пределы Южной Америки, включая Египет, Европу и Соединённые Штаты, где провела 8 лет в Нью-Йорке по стипендии, предоставленной Американской ассоциацией женщин с университетским образованием. В 1946 году картина «Восстание шахтеров», вдохновленная горняками департамента Потоси в Боливии, завоевала золотую медаль на выставке в Нью-Йорке. В 1948 году она вернулась в Боливию и окончательно поселилась в Ла-Пасе в 1958 году. К 1972 году она переехала в Перу, где жила со своим мужем, перуанским писателем Хорхе Фальконом Гарфиасом.

## Творчество

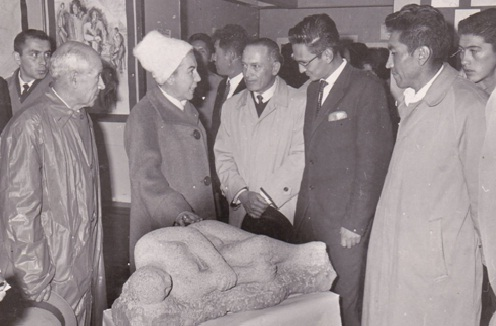
Скульптор со своим творением в окружении других боливийских мастеров пластики

На протяжении своей карьеры она познакомилась с выдающимися мировыми художниками, такими как Пабло Пикассо, Константин Бранкузи, поэты Габриэла Мистраль, Альфонсина Сторни и Хуана де Ибарбуру. Она также была подругой боливийского писателя Франца Тамайо. На родине она сотрудничала с различными местными художниками, такими как Сесилио Гусман де Рохас, который в то время возглавлял движение за искусство коренных народов. Точно так же Дель Прадо в первую очередь сосредоточила свою работу на правах коренных народов и индихенизме — политической идеологии, отстаивающей их интересы.
В её творчестве преобладают произведения на темы народного быта и фольклора, отличающиеся монументальной обобщённостью, ритмичностью и лаконизмом форм («Танец чоло», «Бетховен», «Нежность», «Материнство»). Для первого периода её творчества характерно использование в его произведениях музыкальных тем, в которых музыкальные ритмы родственны пластическим. Предпочтение отдается использованию дерева в плоских двумерных скульптурах. 

Второй период характеризуется интересом к боливийской социальной проблематике, затрагивающим страну конфликтам. Третий период, характеризующийся трёхмерной каменной скульптурой, также известен как «материнский» из-за изображений мадонн аймара и других коренных народов. В четвёртый период, начиная с 1960-е годов, стала активнее работать в стиле неоабстракционизма, на что повлияла её дружба с такими художниками, как Пикассо, Архипенко и Миллес.

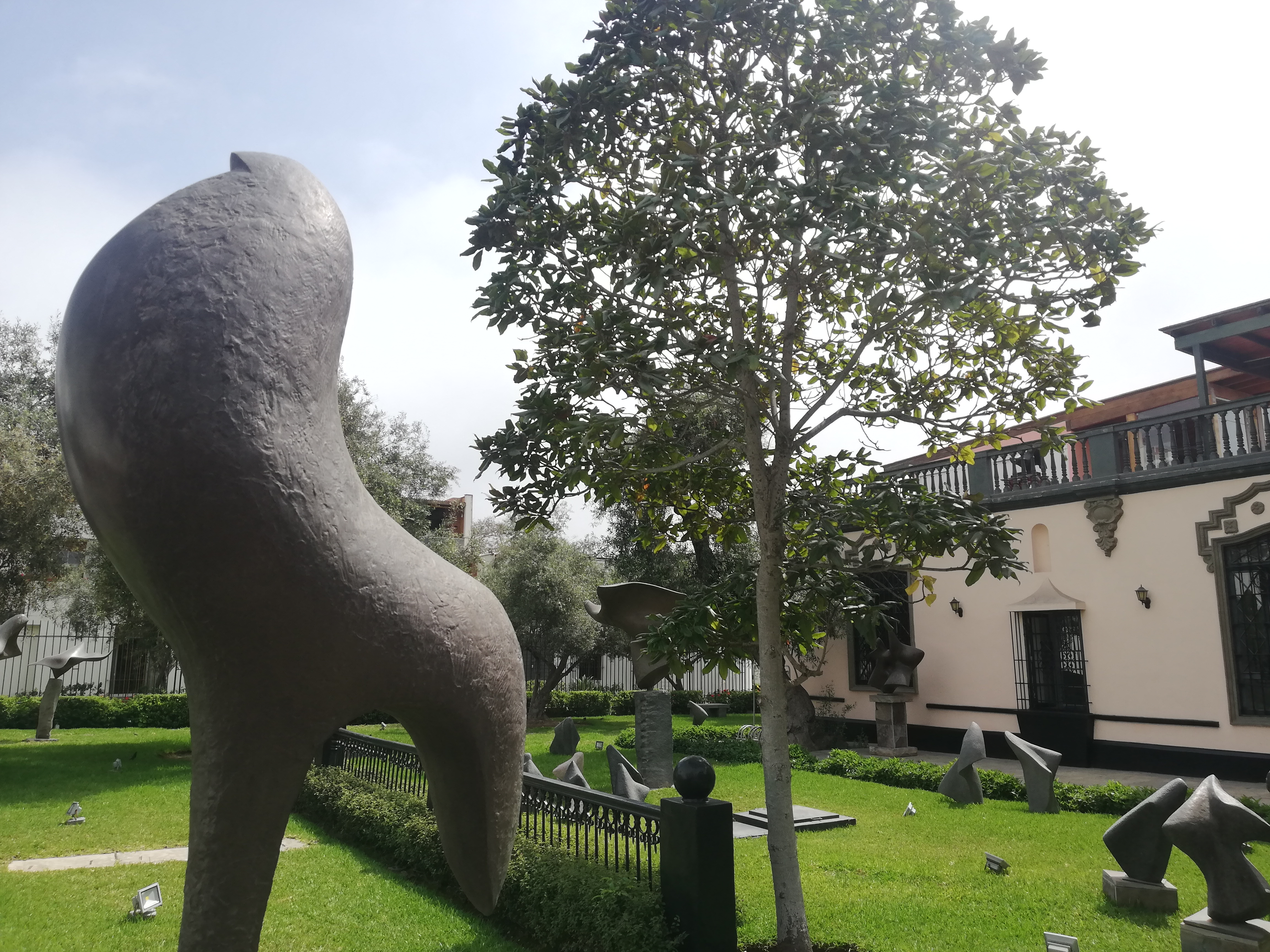
Скульптуры возле Дома-музея

В 1970-х годах Марина Нуньес дель Прадо основала свою резиденцию и художественную студию в здании, которое впоследствии стало её домом-музеем. Это здание в неоколониальном стиле было задумано в 1926 году инженерами Луисом Алайсой и Пасом Солданом и построено мастером-строителем Энрике Родриго; оно стало первым домом во всем Эль-Оливаре, объявленным национальным культурным наследием, а в 1984 году в Ла-Пасе был официально открыт дом-музей Фонда Нуньес дель Прадо.
Марина Нуньес дель Прадо умерла в Лиме, Перу, 9 сентября 1995 года, где она проработала последние 25 лет своей жизни. Она оставила после себя наследие, которое значительно обогатило боливийское искусство и культуру, но также внесло значительный вклад в практику латиноамериканского искусства.